# つくし湖
つくし湖（つくしこ）は、茨城県桜川市にある湖。正式名称は南椎尾調整池(みなみしいおちょうせいち)。

## 概要
霞ヶ浦用水事業の一環として建設された人造湖（ダム湖）で、1992年（平成4年）に完成した（1991年度内）。高さ27.4メートルのアースダム（「ダム便覧」ではロックフィルダム）で、水資源機構・農林水産省共同施設である。霞ヶ浦揚水機場からくみ上げた霞ヶ浦の水を貯える。霞ヶ浦用水は農業（灌漑）用水、工業用水道用水、上水道用水などに利用されている。
筑波山のふもとに位置し、風の穏やかな日は湖面に「逆さ筑波」が映る。桜の名所としても知られる。

## 交通アクセス
公共交通機関
JR水戸線・岩瀬駅からタクシーで30分間。
自家用自動車
北関東自動車道・桜川筑西インターチェンジから自動車で30分間。44台駐車可能な駐車場がある。